# Alexandr Grebjonkin
Alexandr Sergejevič Grebjonkin (rusky Александр Сергеевич Гребёнкин; *15. července 1982) je ruský letecký inženýr a kosmonaut, 614. člověk ve vesmíru. Od 4. března do 25. října 2024 pobýval při svém prvním kosmickém letu na Mezinárodní vesmírné stanici (ISS).

## Mládí, vzdělání a vojenská kariéra
Narodil se ve městě Myski v Kemerovské oblasti Sovětského svazu (RSFSR). Otec byl elektrotechnik, matka učitelka matematiky.
V červnu 2002 ukončil studium na Irkutské vyšší vojenské letecké inženýrské škole, kde získal kvalifikaci „technika” ve specializaci „technický provoz dopravních radioelektronických zařízení“.
Od července 2002 do listopadu 2018 sloužil na základně vojenského letectva u města Kubinka nedaleko Moskvy v technických a velitelských funkcích u různých jednotek, včetně vojenských akrobatických týmů Swifts (rusky Стрижи) a Ruští rytíři (rusky Русские Витязи).
Během působení v letectvu také dokončil Moskevskou technickou univerzitu spojů a informatiky a získal titul „inženýra” v oboru „radiokomunikace, vysílání a televize”.

## Kosmonaut
Přihlásil se do 2. otevřeného výběru kandidátů na kosmonauty vyhlášeného 22. března 2017 a úspěšně prošel všemi etapami prověřování, takže mohl být jedním z osmi nováčků, které 10. srpna 2018 schválila příslušná meziresortní komise. Do Střediska přípravy kosmonautů J. A. Gagarina byl převelen 6. listopadu 2018 a zahájil zde obecnou kosmickou přípravu, která zahrnuje 3 700 teoretického a praktického výcviku. Úspěšně prošel všemi asi 60 testy a zkouškami, včetně závěrečné státní zkoušky 24. listopadu 2020, a díky tomu 2. prosince 2020 získat certifikát o udělení kvalifikace zkušebního kosmonauta včetně možnosti pokračovat v přípravě speciálním výcvikem pro konkrétní mise.
Už po 14 měsících, 2. února 2022, se dočkal zařazení do jedné z posádek nadcházejících výprav na ISS. Společně Alexejem Ovčininem a Sergejem Mikajevem se stali záložní posádkou pro Expedici 70 na přelomu let 2023 a 2024 a současně hlavní posádkou pro Expedici 71 od jara do podzimu 2024. A protože později došlo z různých důvodů k mnoha výměnám, Grebjonkin se stal z jedním z mála kosmonautů, kteří na ISS absolvovali expedici, do níž byli v únoru 2022 přiděleni. Změnili se však jeho parťáci – při příletu na ISS na něj čekali Oleg Kononěnko a NIkolaj Čub, kteří už za sebou měli půlroční Expedici 70, kde jejich trojici doplňoval Konstantin Borisov, a čekala je další expedice právě s Grebjonkonem. 

### 1. kosmický let – SpaceX Crew-8
Roskosmos navíc 1. března 2023 nominoval Grebjonkina do hlavní posádky SpaceX Crew-8 (a tím i do záložní posádky SpaceX Crew-7). Cesta jednoho ruského kosmonauta v lodi Crew Dragon a jednoho amerického v lodi Sojuz navázala na tuto formu spolupráce zahájené na podzim 2022 lety SpaceX Crew-5 a Sojuz MS-22. To znamenalo společné tréninky americko-ruského týmu jak v Johnsonově vesmírném středisku v Texasu a sídle SpaceX v Hawthore v Kalifornii, v tak ve Střediska přípravy kosmonautů u Moskvy.
Po počátečních nejasnostech ohledně termínu startu kvůli dalšímu programu v Kennedyho vesmírném středisku a po několika odkladech kvůli nepřejícímu počasí loď SpaceX Crew-8 odstartovala 4. března 2024. Kromě Grebjonkina v roli letového specialisty byli na palubě velitel mise Matthew Dominick, pilot Michael Barratt a další letová specialistka Jeanette Eppsová. K Mezinárodní vesmírné stanici (ISS) se se svou lodí připojili o den později a měli na ní zůstat jako členové Expedice 71 zhruba 6 měsíců, do příletu následující posádky Crew-9.
Grebjonkin spolu s velitelem Matthewem Dominickem a astronauty Michaelem Barrattem měli strávit na ISS zhruba půl roku během dlouhodobé Expedice 71. Kvůli změně programu letů vyvolané problémy s lodí Starliner, která v červnu 2024 k ISS přiletěla na certifikační misi Boeing Crew Flight Test, a později kvůli nepříznivému počasí v lokalitách pro přistání se však jejich pobyt ve vesmíru protáhl na 235 dní, což z něj udělalo nejdelší let americké kosmické lodi v historii. Přistáli 25. října 2024 v 07:29.02 UTC do Mexického zálivu, nedaleko pobřeží Floridy u města Pensacola.

## Soukromý život
Je ženatý, manželka Ljubov (roz. Novosjolovová) je sportovní trenérka. Mají spolu 3 syny.